# Здзіслав Найдер
Здзіслав Найдер (пол. Zdzisław Najder) — польський історик літератури, професор гуманітарних наук, викладач Колумбійського університету та Єльського університету, опозиціонер у часи Польської народної республіки, засновник організації «Польська незалежна угода», у 1982—1987 роках директор польськомовної редакції радіо «Свобода». Чоловік перекладачки Галини Найдер.

## Біографія

### Наукова діяльність
Народився 15 лютого 1930 року у Варшаві. У 1945—1947 роках навчався у школі імені Болеслава Хороброго у Пйотркув Трибунальському. Випускник загальноосвітньої школи імені Тадеуша Рейтана в Варшаві (1949).
1952 року закінчив філософські студії, а 1954 — історію польської літератури в Варшавському університеті. Пізніше навчався в Оксфордському університеті, де здобув ступінь ліценціата й магістра, а в 1970 році ступінь доктора польської літератури та філософії. 1977 року здобув габілітацію з літературознавства, а в 1998 президент Польщі надав йому науковий титул професора гуманітарних наук.
У 1952—1957 роках був науковим працівником в Інституті літературних досліджень Польської академії наук. У 1957—1959 та 1969—1981 член редакції щомісячника «Twórczość» (Творчість). 1958 року став науково-дидактичним працівником на кафедрі естетики Варшавського університету, звідки його звільнили у 1959. У 1965—1997 роках викладав польську та англійську літературу, а також філософію в закордонних університетах (зокрема в Колумбійському та Єльському). Від 1997 був науково-дидактичним працівником у Вищій школі іноземних мов і економіки в Ченстохові, а також Інституті англійської філології Опольського університету. 2003 року пішов на пенсію. Також був звичайним професором і викладачем Вищої європейської школи імені Юзефа Тішнера в Кракові.
Здійснював дослідження творчості Джозефа Конрада. 1983 року видав його біографію — «Джозеф Корад. Хроніка» (англ. Joseph Conrad: A Chronicle), що деякими критиками вважається одною з найважливіших праць, присвячених письменнику.